# Stor-Stavtjärnen
Stor-Stavtjärnen är en sjö i Bräcke kommun i Jämtland och ingår i Ljungans huvudavrinningsområde. Sjön har en area på 0,304 kvadratkilometer och ligger 393 meter över havet. Sjön avvattnas av vattendraget Gimån.

## Delavrinningsområde
Stor-Stavtjärnen ingår i det delavrinningsområde (695036-146963) som SMHI kallar för Utloppet av Stor-Stavtjärnen. Medelhöjden är 421 meter över havet och ytan är 3,59 kvadratkilometer. Räknas de 6 avrinningsområdena uppströms in blir den ackumulerade arean 24,75 kvadratkilometer. Gimån som avvattnar avrinningsområdet har biflödesordning 2, vilket innebär att vattnet flödar genom totalt 2 vattendrag innan det når havet efter 254 kilometer. Avrinningsområdet består mestadels av skog (86 procent). Avrinningsområdet har 0,3 kvadratkilometer vattenytor vilket ger det en sjöprocent på 8,4 procent.